# Biserica de lemn din Ciula

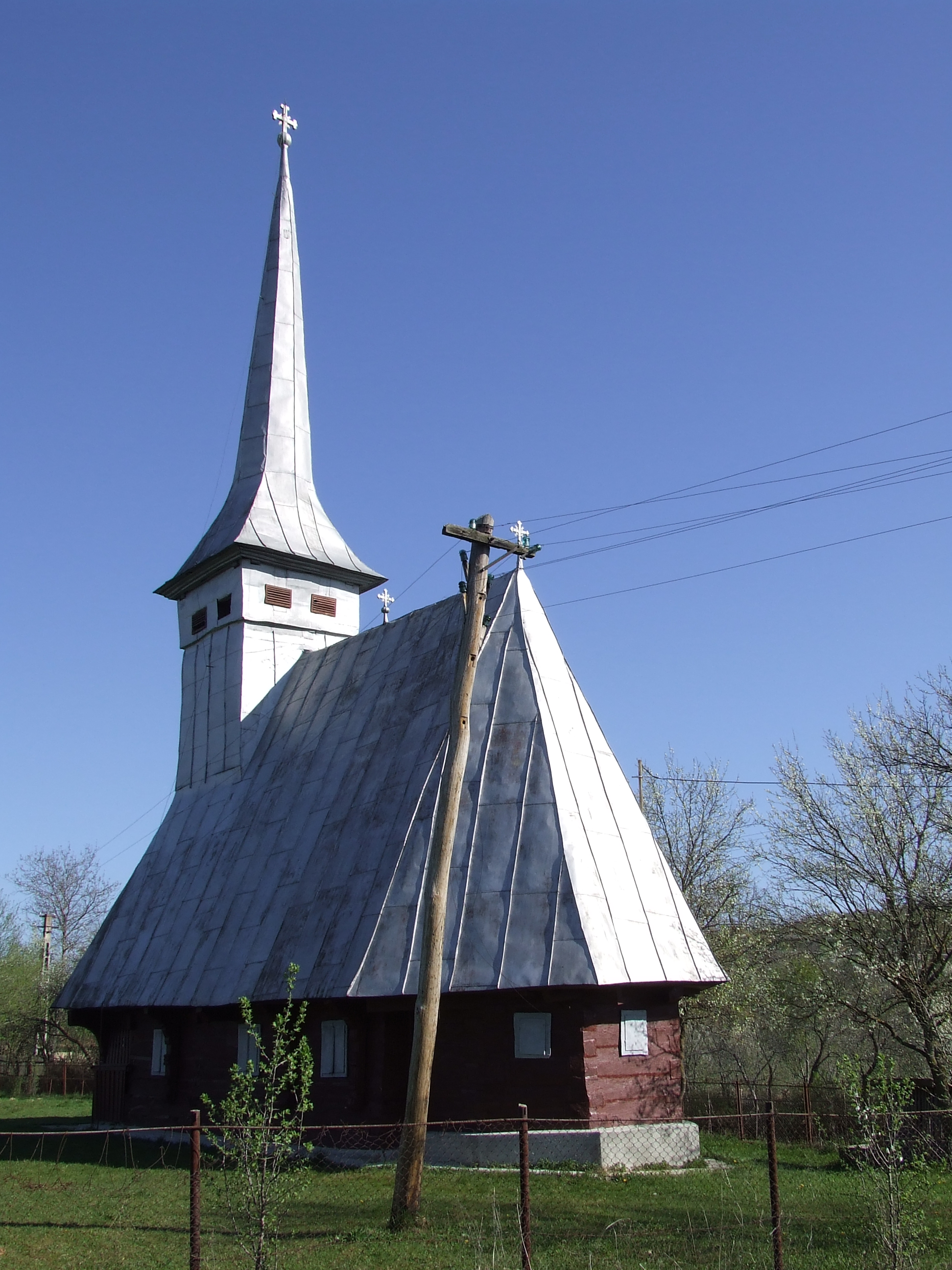
Biserica de lemn din Ciula

Biserica de lemn din Ciula se află în localitatea omonimă din județul Sălaj și se presupune a fi construită în anul 1707. Biserica lipsește de pe lista monumentelor istorice.